# Enid Blyton
Enid Mary Blyton (11 de Agosto de 1897 – 28 de Novembro de 1968) foi uma escritora inglesa de livros de aventuras para crianças e adolescentes. É também a criadora original de Noddy e Os Cinco.

## Distribuição e popularidade
Os seus livros encontram-se entre os mais vendidos do mundo desde a década de 1930, com mais de 600 milhões de cópias. Os livros de Blyton continuam a ser populares, e foram traduzidos em cerca de 90 línguas; o seu primeiro trabalho, Child Whispers, um conjunto de poemas num livro de 24 páginas, foi publicado em 1922. Os seus trabalhos abrangem vários temas desde a educação, história natural, fantasia, histórias de mistério e narrativas bíblicas, mas os seus livros mais conhecidos incluem o Nodi (Noddy), Os Cinco (Famous Five), Os Sete (Secret Seven), A Rapariga Rebelde (The Naughtiest Girl) e as As Gémeas (The Twins at St. Clare's). Ao longo da sua vida terá escrito mais de 800 obras.
No seguimento do sucesso comercial dos seus primeiros trabalhos como Adventures of the Wishing Chair (1937) e The Enchanted Wood (1939), Blyton continuou a construir o seu império literário, algumas vezes com 50 livros por ano, para além dos seus vários contributos em revistas e jornais. A sua escrita era espontânea e tinha origem na sua mente inconsciente; escrevia as suas histórias como se as estivesse a ver de fronte a si. O volume dos seus livros, e a velocidade à qual eram produzidos, criaram boatos sobre a utilização de escritores fantasmas, uma acusação que Blyton recusou veementemente. Enid Blyton inspirou-se nas suas filhas para escrever os livros de colégios internos.
O trabalho de Blyton foi tornando-se controverso no céu dos críticos literários, professores e família, a partir da década de 1950, por causa da natureza sem rival dos seus livros, em particular a série sobre Noddy. Algumas livrarias e escolas baniram os seus trabalhos, os quais a BBC se tinha negado a transmitir desde os anos 1930 até 1950, pois entendiam que não tinham qualquer mérito literário. Os seus livros têm sido criticados como sendo elitistas, sexistas, xenófobos e, pontualmente, com o ambiente liberal que emergia no pós-guerra no Reino Unido, mas, ainda assim, continuam a ser grandes sucessos de venda desde a sua morte em 1968.
Blyton sentiu a responsabilidade de fornecer aos seus leitores uma forte mensagem moral, e incutiu-lhes a ideia de apoiarem causas nobres. Em particular, através de associações que ela criou, ou que apoiava, motivou-os a organizarem e a juntarem os meios financeiros suficientes para ajudar os animais e as crianças.

## Legado
A vida de Blyton foi representada no filme da BBC Enid, com Helena Bonham Carter no principal papel, e transmitido pelo BBC Four no Reino Unido em 2009. Muitos dos seus trabalhos foram adaptados para teatro, televisão e cinema.